# Kraj gazem płynący
Kraj gazem płynący (ang. Gasland) – amerykański film dokumentalny z 2010 roku w reżyserii Josha Foxa. Obraz skupia się na społecznościach w Stanach Zjednoczonych dotkniętych przez wydobycie gazu łupkowego poprzez metodę znaną jako szczelinowanie hydrauliczne.
Jedną z kluczowych scen filmu jest scena podpalenia gazu ziemnego wydobywającego się ze zwykłego wodociągu, co miało być skutkiem frakturacji. Zdaniem krytyków filmu, w tej okolicy powierzchniowe wycieki gazu ziemnego obserwowano już w XVII wieku. Problem ten poruszany jest w drugiej części filmu (Gasland, 2013). Przedstawia on wyniki badań, zgodnie z którymi do skażenia wody gazem dochodzi w wyniku uszkodzeń betonowego pierścienia uszczelniającego odwiert.
Film był nominowany do Oscara za najlepszy pełnometrażowy film dokumentalny w 2011 roku.